# 泰達物流
天津濱海泰達物流集團股份有限公司，簡稱天津濱海泰達物流集團股份、天津濱海泰達物流集團、天津濱海泰達物流，以及泰達物流（英語：Tianjin Binhai Teda Logistics (Group) Corporation Limited，港交所：8348），於2006年由天津泰达阿尔卑斯物流有限公司、大连泰达阿尔卑斯物流有限公司、天津丰田物流有限公司，以及泰达公共保税仓公司組成一家控股公司，也就是由天津泰达投资控股有限公司，以和天津经济技术开发区国有资产经营公司旗下物流區組成。
現時業務在國內經營物流保稅區活動場地，總部位於天津經濟技術開發區渤海路9號，董事長為張艦。
股份在2008年4月30日於港交所創業板上市，招股價為1.7至2.1港元間，發行新股為8860萬H股，集資額為2億港元。

## 連結
- tbtl.com.cn （页面存档备份，存于）